# Girl Skateboards

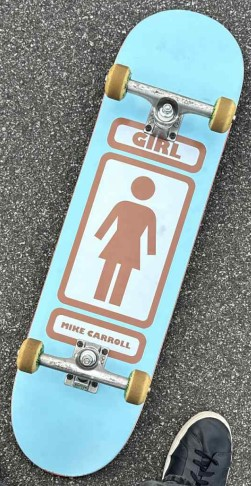
Deck Girl Skateboards

Girl Skateboards – amerykańska marka deskorolkowa założona w 1993 roku w Torrance w stanie Kalifornia. Jest częścią grupy dystrybucyjnej Girl Distribution Company. Firma specjalizuje się w produkcji decków, odzieży i akcesoriów skateboardowych, a także realizuje filmy deskorolkowe. Jej logo przedstawia sylwetkę kobiety, wzorowaną na znaku toalet damskich.

## Historia
Markę założyli profesjonalni skateboardziści Rick Howard i Mike Carroll Pomysł powstał w czasie, gdy Howard i Carroll opuścili World Industries, chcąc stworzyć firmę oferującą lepsze warunki dla zawodników i większą kontrolę twórczą. Początkowo działalność prowadzono w sposób dyskretny, aby uniknąć konfliktów z poprzednim pracodawcą.
Wsparcie dla nowego projektu zapewnił m.in. Fausto Vitello – współzałożyciel magazynu Thrasher. Wkrótce po powstaniu Girl Skateboards stało się centrum nowo utworzonej Girl Distribution Company, która objęła także inne marki.

## Produkty
Girl Skateboards produkuje przede wszystkim:
- decki
- odzież (koszulki, bluzy, czapki),
- akcesoria skateboardowe (kółka, lożyska, grip tape, paski, portfele).

Firma jest również aktywna w produkcji filmów deskorolkowych, które publikowane są pod szyldem Girl Films.

## Girl Films i Chocolate Cinema
Girl Films to nazwa działu odpowiedzialnego za wszystkie produkcje wideo Girl Distribution Company, w tym filmy skateboardowe marek Girl Skateboards oraz Chocolate Skateboards.
Do początku 2013 roku głównym reżyserem, kamerzystą i montażystą był Ty Evans, który był odpowiedzialny za realizację najbardziej znanych produkcji takich jak Yeah Right!, Hot Chocolate, Fully Flared oraz Pretty Sweet. Po odejściu Evansa w 2013 roku jego miejsce częściowo zajął włoski reżyser i kamerzysta Federico Vitetta, który od tego czasu jest mocno zaangażowany w tworzenie materiałów filmowych dla firmy.
Chocolate Cinema to siostrzany dział zajmujący się produkcjami video dla marki Chocolate Skateboards, która jest częścią Girl Distribution Company.

## Zawodnicy[5]

### Obecny
- Breana Geering
- Rowan Davis
- Tyler Pacheco
- Simon Bannerot
- Griffin Gass
- Neils Bennett
- Cory Kennedy
- Andrew Brophy
- Mike Caroll
- Rick McCranck
- Jeron Wilson
- Rick Howard

### Byli Zawodnicy
- Jovantae Turner
- Tim Gavin
- Sean Sheffey
- Rudy Johnson
- Colin McKay
- Paul Rodriguez
- Jereme Rogers
- Alex Olson
- Brian Anderson
- Guy Mariano
- Eric Koston
- Robbie McKinley
- Tony Ferguson
- Brandon Biebe

## Filmy Girl Skateboards[6]
- 1994: Goldfish
- 1996: Mouse
- 1999: Girl in South Africa
- 2000: Euro Blitz
- 2003: Harsh Euro Barge
- 2003: Yeah Right!
- 2004: High Fives Up The i-5
- 2005: Oi! Meets Girl!
- 2005: What Tour?
- 2006: Yes We CANada
- 2007: Badass Meets Dumbass (z Chocolate Skateboards)
- 2007: We're OK EurOK (z Chocolate Skateboards)
- 2008: Beauty and the Beast (z Anti-Hero Skateboards)
- 2008: Yanks On Planks
- 2009: Beauty and the Beast 2 (z Anti-Hero Skateboards)
- 2010: Beauty and the Beast 3 (z Anti-Hero Skateboards)
- 2010: Der Bratwurst Tour Ever (z Chocolate Skateboards)
- 2010: Outbackwards
- 2011: Unbeleafable (film 3D)
- 2012: Pretty Sweet (z Chocolate Skateboards)
- 2013: Pretty Sweet US Tour (z Chocolate Skateboards)
- 2014: Wet Dream: A Skateboard Tale
- 2015: Going Dumb Up The 101 (z Chocolate Skateboards)
- 2016: Girl & Chocolate in Mexico (z Chocolate Skateboards)
- 2016: Girl Skates Washington State
- 2017: When Nature Calls
- 2018: Chickity China (z Chocolate Skateboards)
- 2018: Don't Mess With Girl
- 2018: Out For A Rip
- 2018: Doll
- 2019: Bangers & Mash
- 2019: Melbourne Identity
- 2020: Nervous Circus
- 2020: Pretty Stoned (z Volcom)
- 2021: In Real Life
- 2022: Desesh Mode
- 2023: OntourOZ
- 2025: Splineter